# پیتر چان
پیتر چان (انگلیسی: Peter Chan؛ ۲۸ نوامبر ۱۹۶۲) کارگردان فیلم و تهیه‌کننده اهل هنگ کنگ است.
از فیلم‌هایی که وی کارگردانی کرده، می‌توان به  سه و اربابان جنگ و جهش اشاره نمود.

## گزیده فیلم‌شناسی

### کارگردان
- نامه عاشقانه (۱۹۹۹)
- سه (۲۰۰۲)
- اربابان جنگ (۲۰۰۷)
- اژدها (۲۰۱۱)
- جهش (۲۰۲۰)

### تهیه کننده
- قهرمانان گریه نمی‌کنند (۱۹۸۶)
- اربابان جنگ (۲۰۰۷)
- محافظ (۲۰۰۷)
- گم‌شده (۲۰۰۸)
- محافظان و آدمکش‌ها (۲۰۰۹)
- اژدها (۲۰۱۱)

### بازیگر
- پام پام (۱۹۸۴)
- اژدهای دوقلو (۱۹۹۲)